# Айн Аль-Нуаман
Айн Аль-Нуаман (араб. عين النعمان, трансліт. ‘Ain An Nu‘mān) — село на північному заході Катару, розташоване в муніципалітеті Аш-Шамаль. Лежить приблизно за 91 км від столиці Дохи і неподалік від руїн Зубараха. Переважно сільськогосподарське поселення, територія характеризується великою концентрацією ферм і садів, але майже не має громадської інфраструктури. За даними Мінприроди, 2014 року в селі було близько 6 домогосподарств.

## Етимологія
Назване на честь місцевого колодязя, перша складова назви села, «айн», стосується природного джерела води арабською мовою. Друга частина, «Нуаман» — прізвище будівника колодязя, з якого село отримувало воду. Інший варіант назви — Айн Аль-Номан.

## Інфраструктура
У селі незадовільний стан доріг. Зараз через центр села проходить лише односмугова дорога, яка не має належного освітлення. Також помітна відсутність у селі комерційних закладів.

## Галерея

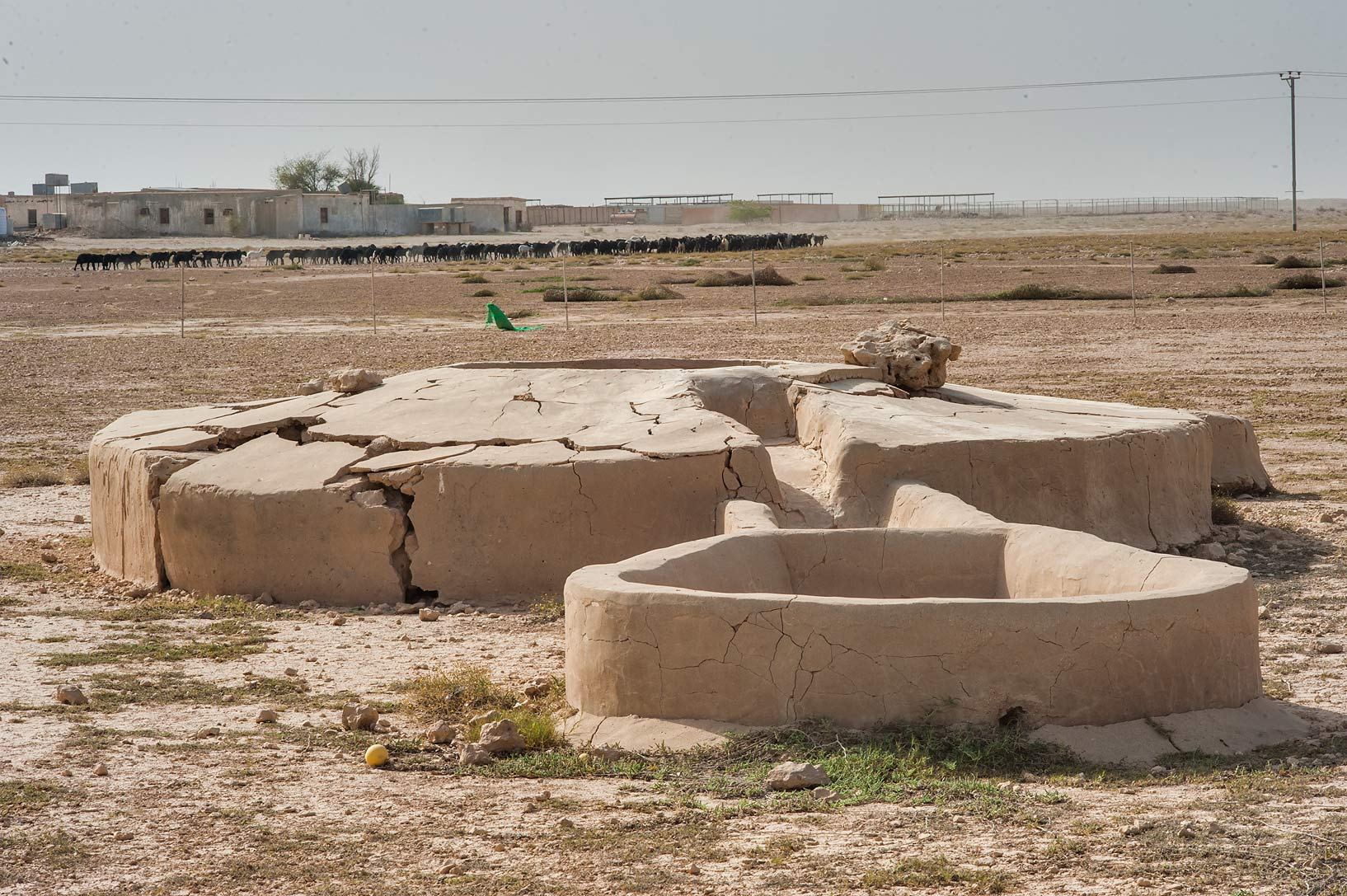
Головний колодязь
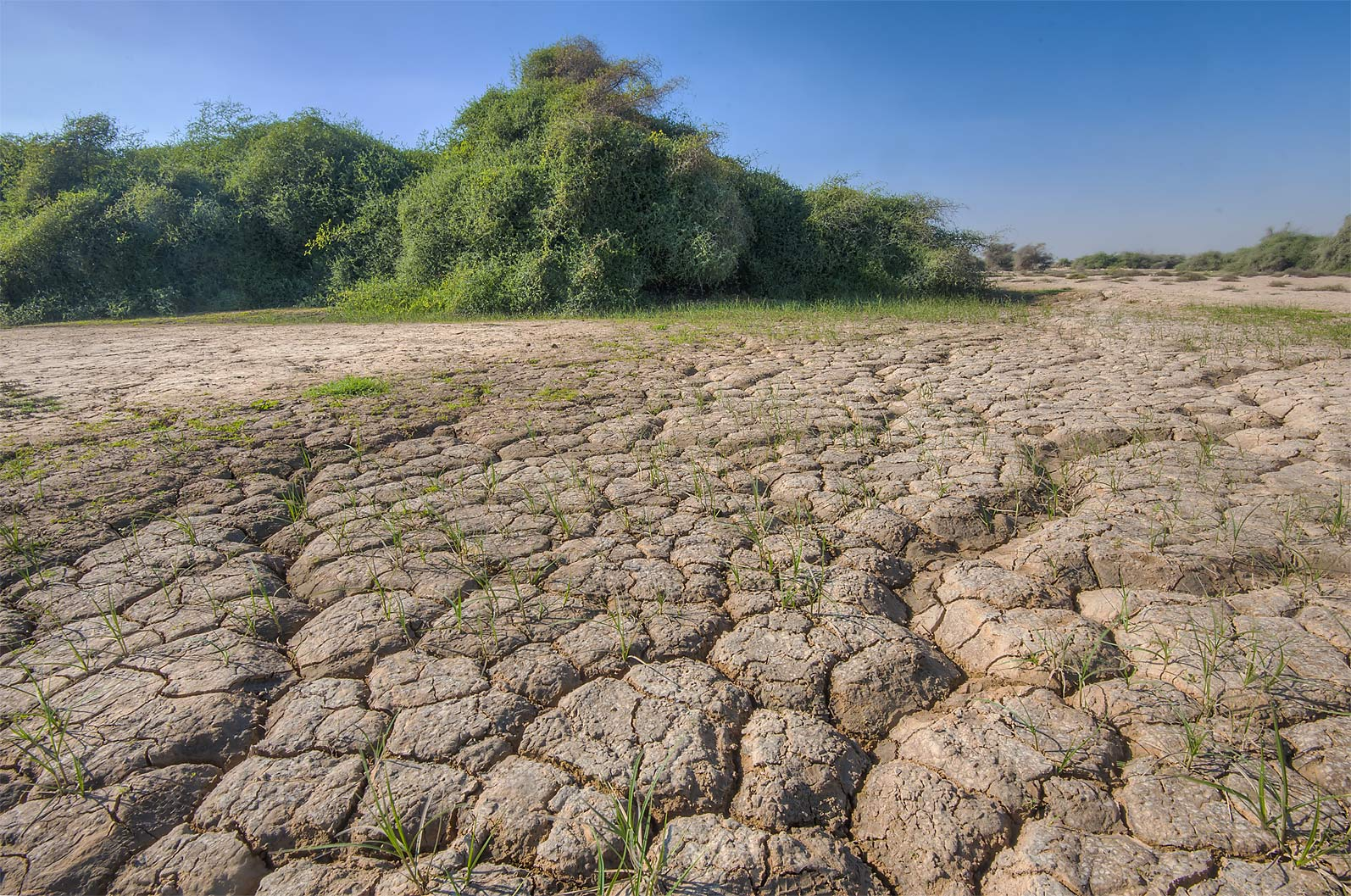
Мулиста западина поблизу Айн Аль-Нуамана
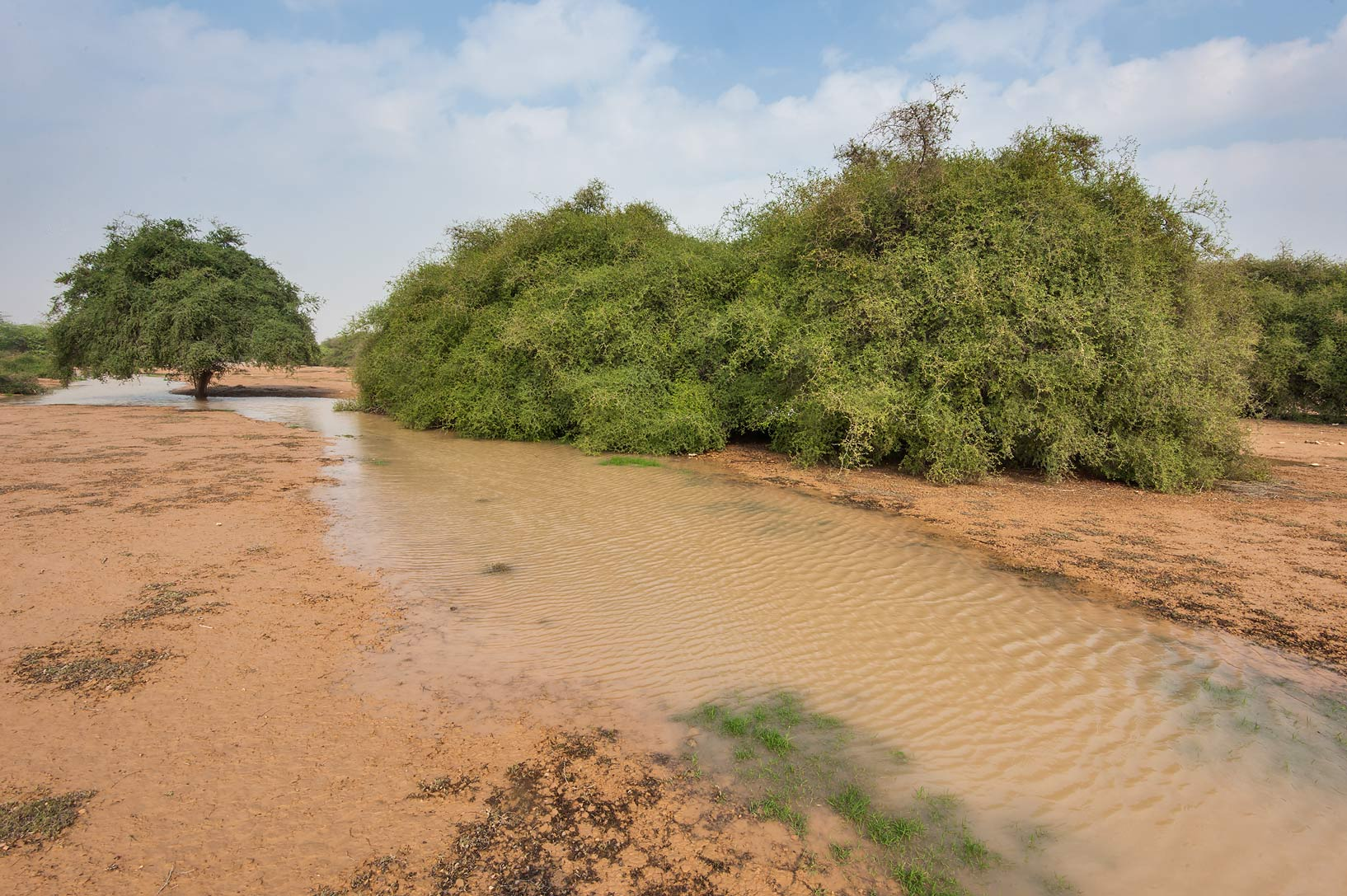
Ефемерний струмок (jeri) у мулистій западині в Айн Аль-Нуамані
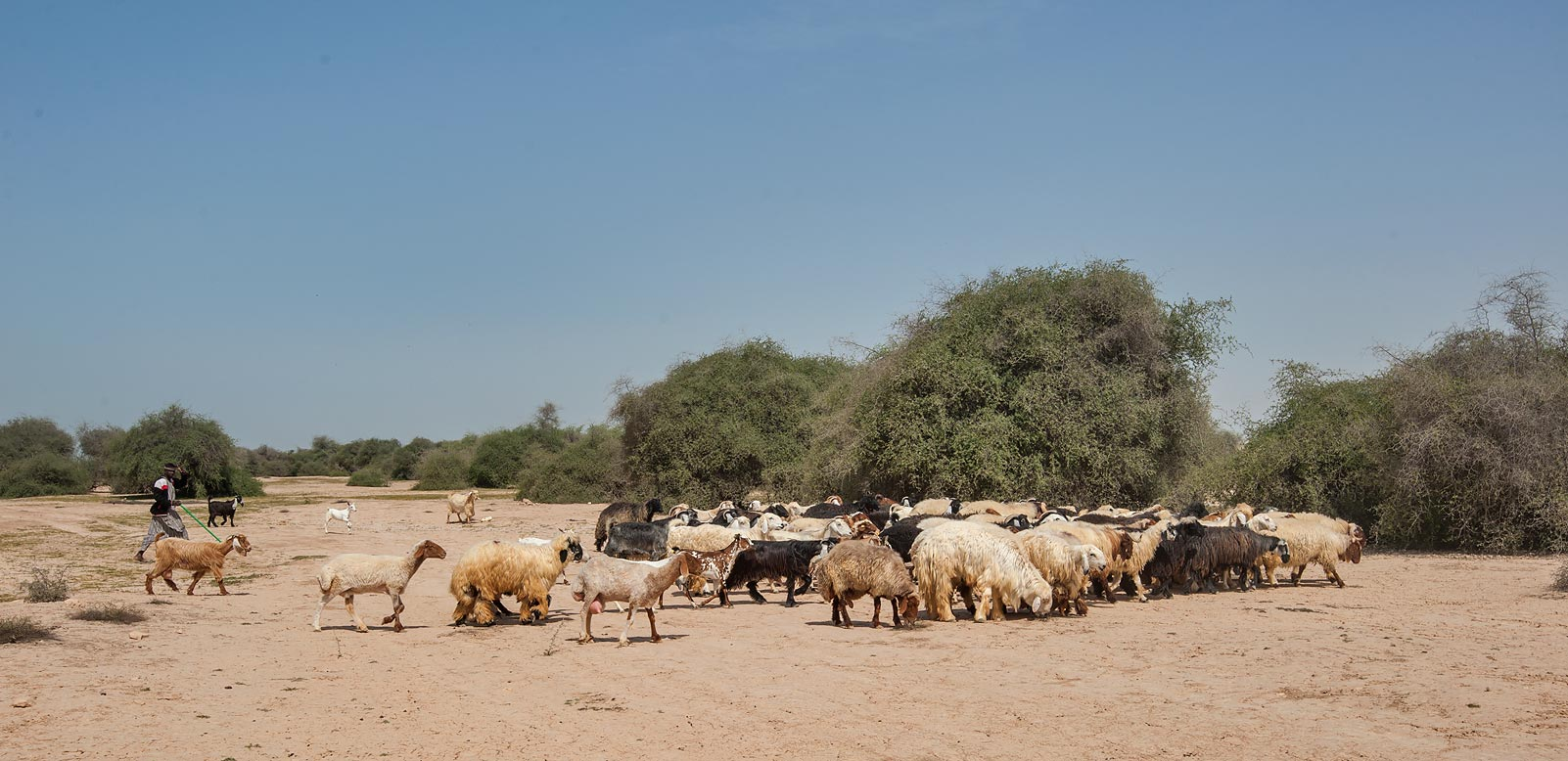
Стадо овець пасеться в Айн Аль-Нуамані